# چوب‌ساب

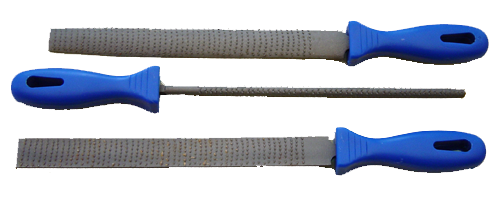

چوب‌ساب نوعی سوهان است که به منظور شکل دادن چوب و سایر مواد به کار گرفته می‌شود. چوب‌ساب‌ها از یک دسته و یک میله که یک سویش حالت محدبی دارد تشکیل شده‌است. میله چوب‌ساب دندانه‌های برجسته و نسبتا تیزی دارد و از سوهان درشت تر می‌ساید.